# 行合川
行合川（ゆきあいがわ）は、神奈川県鎌倉市七里ヶ浜を流れる、単独水系の川。日蓮に関する逸話が多い事で知られる。

## 地理
全長670メートルと短い河川ではあるが、鎌倉市の下水処理場（七里ガ浜浄化センター）からの処理水が大量（約40000立方メートル/日）に流れ込む事から、水流は比較的急である。
水源は処理水のほか、霊光寺境内にある「田辺が池」（日蓮の雨乞い伝説で知られる）からの流入や周辺の谷戸に湧く湧き水などから構成される。浄化センターから鎌倉市立七里ガ浜小学校入口交差点付近までの100メートルほどは暗渠化されている。田辺が池からの支流についても暗渠化されており、行合川との合流地点は不明である。
七里ガ浜小学校付近からは国道134号に向かうバス通りに並行して南下し、江ノ島電鉄七里ヶ浜駅付近で七里ガ浜住宅街東部を流れる100メートルほどの支流と合流する。その後、江ノ島電鉄線、国道134号の上を通過し、七里ガ浜海岸の河口より相模湾に注ぐ。

## 水質
行合川は下水処理場からの処理水や湧き水を主要な水源とし、生活排水がほとんど流入しないため、水質は比較的清浄である。BOD75%値では環境基準値を達成しており、大腸菌などもほとんど検出されない。鎌倉市では一定の水質改善が見られた事から、平成13年（2001年）より行合川を水質調査の対象から外している。

## 歴史
行合川の名は文永8年（1271年）に起きた、日蓮の龍ノ口法難に由来するとされる。日蓮の処刑中止を具申する龍口刑場の使者と、赦免を伝達する幕府の使者がこの川の河口付近で行合った旧跡である事にちなんで名づけられたとする。行合川の名が定着する前にどのような名称で呼ばれていたかについては詳らかではない。
行合川の西岸を「金洗沢」と呼び、古くは金がとれたとの伝承がある。また、行合川河口部付近の海岸から砂鉄が採れたともされる。
水源のひとつである田辺ヶ池は文永8年に日蓮が雨乞い祈祷を行った地として知られる。また『吾妻鏡』にて「元仁元年（1224年）に金洗沢にて雨乞い祈祷を行った」旨の記載が残る。『新編相模国風土記稿』では、この雨乞い祈祷も田辺ヶ池で行った可能性を指摘している。
1960年代に入り、西武鉄道による宅地開発により、行合川流域一帯が田畑から住宅地に変わる（西武七里ガ浜住宅地）。行合川もこの頃より護岸工事などが行われるようになる。
1972年3月15日、七里ガ浜浄化センターが稼動開始。以降、行合川に下水の処理水が流れ込むようになる。